# Je préfère qu'on reste amis (pièce de théâtre)
Ne doit pas être confondu avec Je préfère qu'on reste amis....
Je préfère qu’on reste amis est une comédie romantique de Laurent Ruquier, mise en scène par Marie-Pascale Osterrieth et représentée pour la première fois le 24 janvier 2014 au Théâtre Antoine. 
Elle est diffusée pour la première fois  à la télévision en première partie de soirée et en direct le 26 mai 2015 sur France 2, pour la dernière, après plus de 300 représentations qui ont rassemblé plus de 200 000 spectateurs. 4,8 millions de téléspectateurs suivent la pièce.

## Argument
Claudine, la cinquantaine, est fleuriste. Il y a cinq ans, elle a fait la rencontre de Valentin à l'occasion de la soirée d'anniversaire d'un ami commun. Et elle en est tombée amoureuse. Bien décidée à tout lui avouer, elle s'arrange pour passer la soirée seule avec lui...

## Personnages

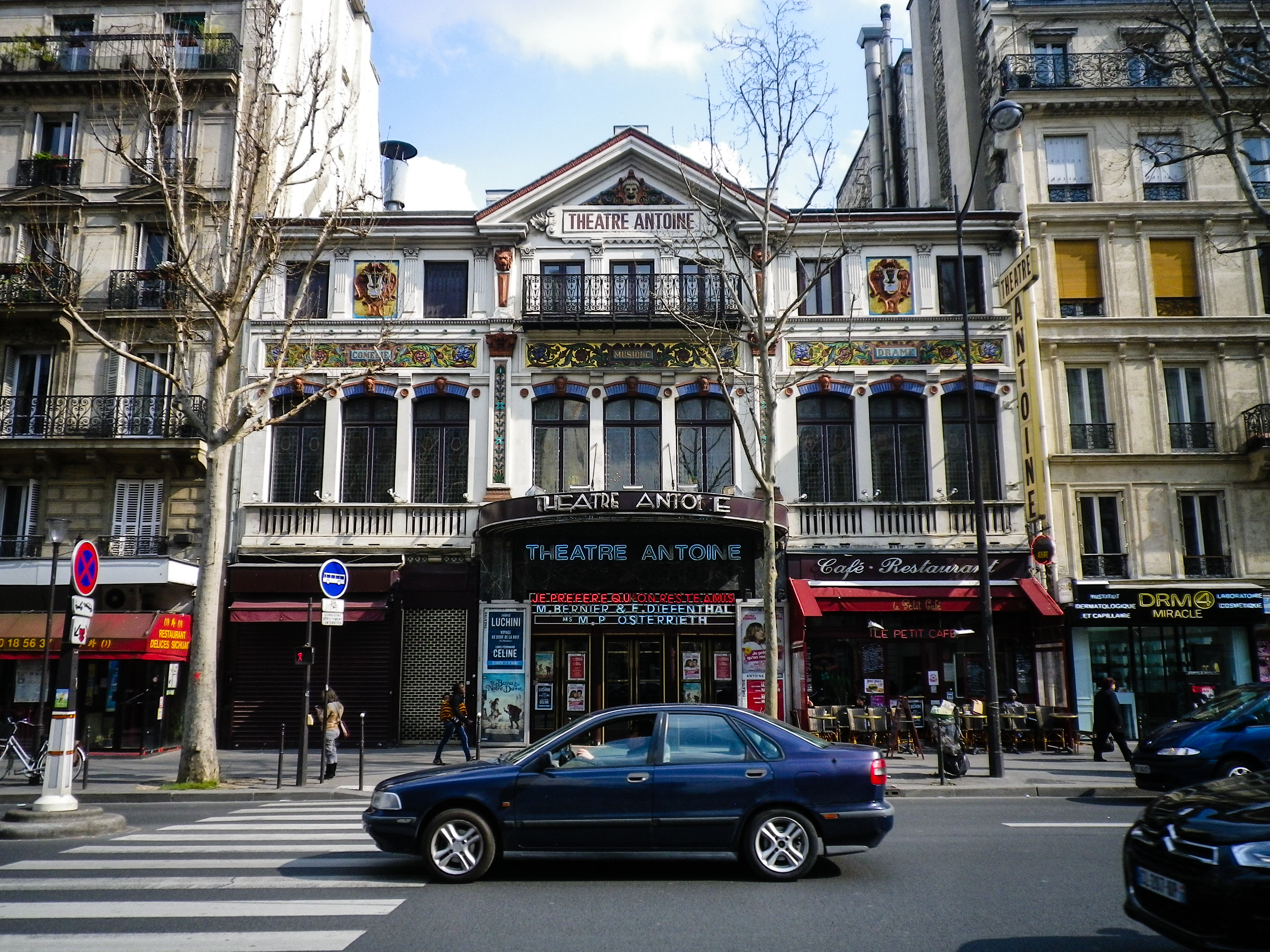
Je préfère qu'on reste amis au Théâtre Antoine en 2014

- Claudine, fleuriste, amoureuse de Valentin depuis 5 ans
- Valentin, son meilleur ami, pour qui Claudine est « son meilleur pote »...

## Distribution
- Claudine : Michèle Bernier
- Valentin : Frédéric Diefenthal

## Fiche technique
- Auteur : Laurent Ruquier[1]
- Mise en scène : Marie-Pascale Osterrieth
- Scénographie : Pierre-François Limbosch
- Lumière : Laurent Castaingt
- Costumes : Charlotte David
- Musique originale : Jacques Davidovici